# 즈보르니크

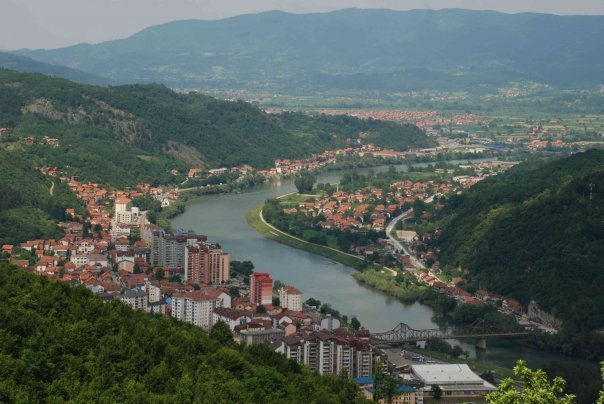
즈보르니크 시가지

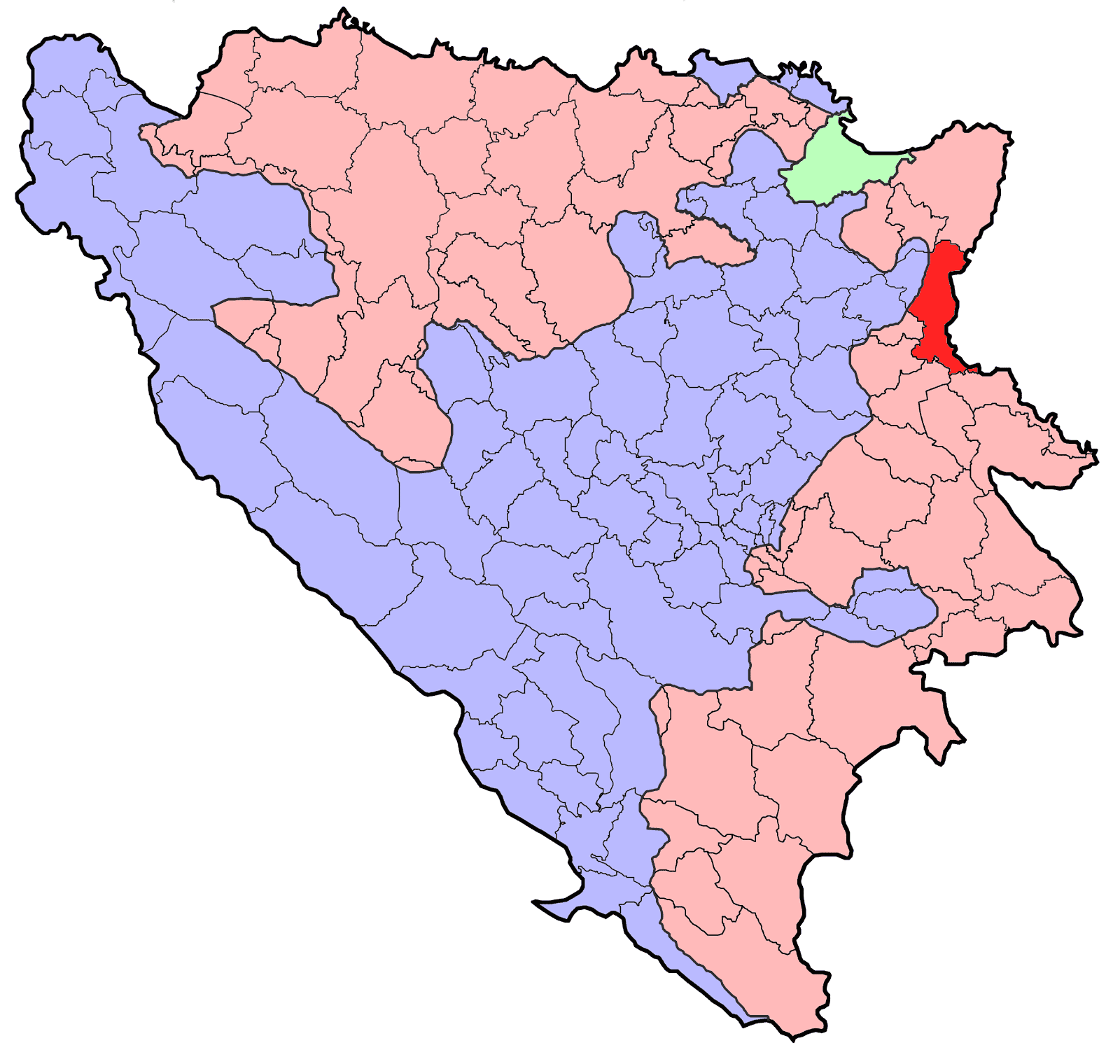
즈보르니크의 위치

즈보르니크(세르비아어: Зворник, Zvornik, 크로아티아어: Zvornik, 보스니아어: Zvornik)는 보스니아 헤르체고비나 북동부에 위치한 도시로, 행정 구역상으로는 스릅스카 공화국에 속하며 면적은 387 km2, 높이는 146&nbspm, 인구는 81,295명(1991년 당시 기준)이다. 드리나강과 접하고 있고 비옐리나 남쪽에 위치한다.
1992년 보스니아 전쟁 당시 스릅스카 공화국 군대가 보스니아인들을 대량 학살한 사건이 일어났다.

## 유명 인물
- 세야드 살리호비치(축구 선수)

## 같이 보기
- 드리나강